# Jorge Rodrigo Barrios
Jorge Rodrigo Barrios est un boxeur argentin né le 1er août 1976 à Tigre.

## Carrière
Passé professionnel en 1996, il devient champion du monde des super-plumes WBO le 8 avril 2005 en détrônant Mike Anchondo par arrêt de l'arbitre à la 4e reprise. Barrios conserve son titre contre Victor Santiago et Janos Nagy mais est battu aux points par Joan Guzmán le 16 septembre 2006.